# 富山県公文書館
富山県公文書館（とやまけんこうぶんしょかん、TOYAMA PREFECTURAL ARCHIVES）は、富山県富山市茶屋町にある公立の公文書館である。

## 概要
富山県公文書館は、「県政に関する重要な公文書及び県の歴史に関する文書を保存し、及びその活用を図り、もって県政及び県の歴史に関する知識の普及と開かれた県政の推進に資するため」に設置された富山県の公文書館であって、1987年（昭和62年）4月1日に開館した。申請によって公文書等の閲覧や複写を行うことができるほか、文書や県史に係るレファレンスを受付け、史資料の調査研究や管理蒐集を行っている。また、企画展、歴史講座及び古文書教室を開催している。
所在地は富山市茶屋町33-2であって、西側には、渡り内廊下にて隣接する富山県立図書館があり、近隣には富山県埋蔵文化財センター及び県営富山弓道場が存在する。

## 沿革

### 開館までの経緯

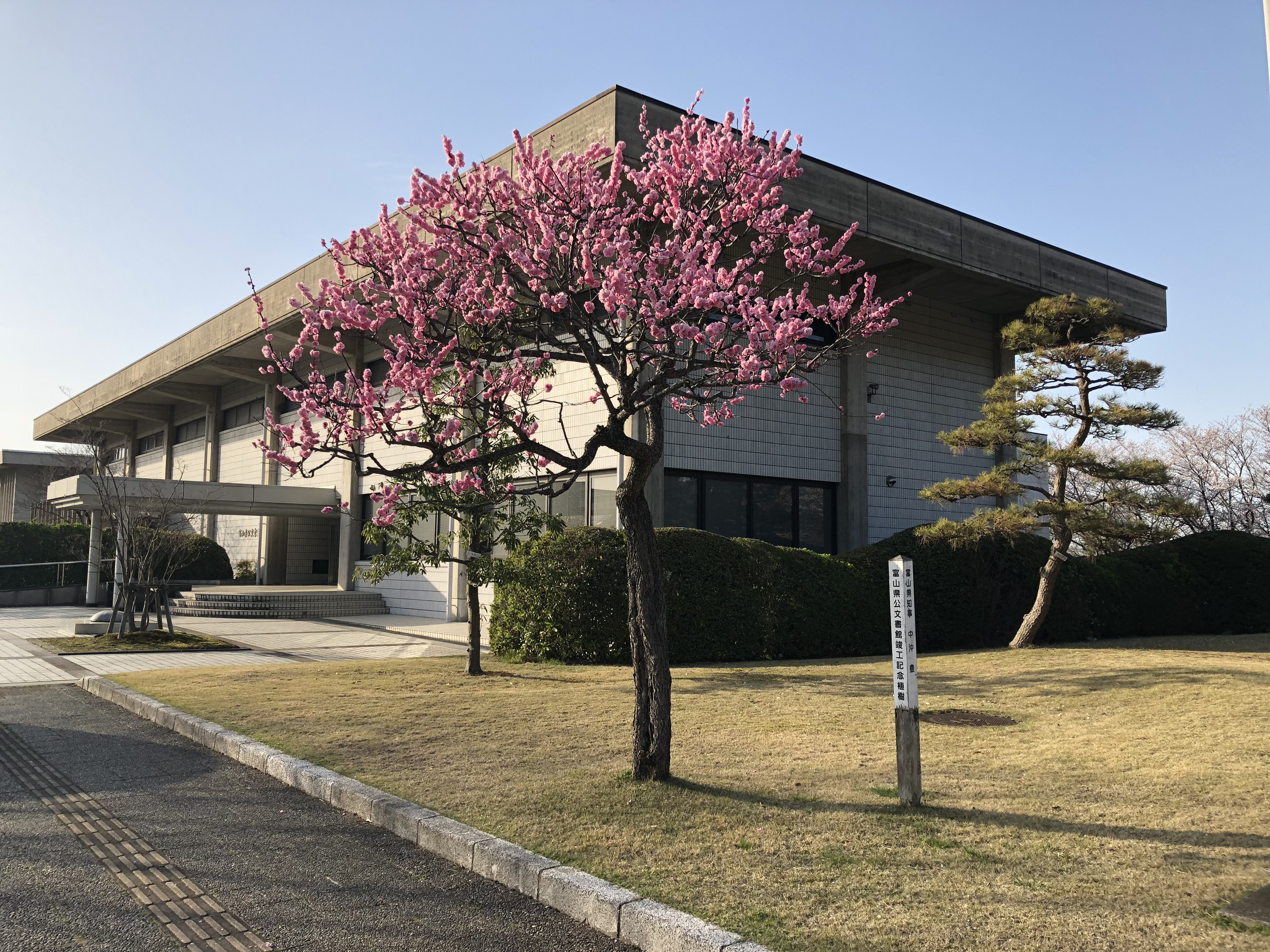
富山県公文書館竣工記念植樹

1964年（昭和39年）7月1日、富山県史編纂室が富山県立図書館内に開設された。その後、1966年（昭和41年）7月に編纂要綱が決定され、1987年（昭和62年）3月27日の県史編纂室の解散まで約20年にわたって県史編纂事業が行われたが、この間に県史編纂室は国内外の図書館、文書館ないし研究機関より多数の史資料の提供を受けた。富山県公文書館の開設は、こうした県史編纂過程において蒐集された史資料を架蔵するという目的が一つにあったのである。このような観点からすでに1971年（昭和46年）に越中史壇会が、1978年（昭和53年）に富山県歴史教育研究会が文書館建設を要望している。
また、1983年（昭和58年）に神奈川県が情報公開制度を整備したことをはじめとして、各自治体においてはその制度の整備が要請されていたという時代的状況があった。富山県においてもこのような情勢に鑑み、1983年（昭和58年）4月に策定の富山県民総合計画において情報公開制度の準備が課題とされ、これに係る窓口の開設や公文書の管理体制の整備が計画されている。また、富山県庁内の書庫が狭隘であり、増加していく公文書を保存するための施設としても公文書館の建設が求められていた。
このような情勢を背景として、1983年（昭和58年）9月に富山県は財団法人地方自治協会に公文書館に関する調査研究を委託し、1984年（昭和59年）3月に同協会より「富山県公文書センターの調査研究報告書」の提出を受けた。同報告書に基づき富山県は公文書館の具体的建設計画をまとめ、1985年（昭和60年）10月12日に起工式を挙行し、1986年（昭和61年）11月に竣工、史資料の搬入や整理を完了した後、1987年（昭和62年）4月1日に開館した。全国で16番目に開館した公文書館であった。

### 開館後

#### 情報公開窓口としての機能
富山県においては1987年（昭和62年）を「文書管理元年」として位置づけ、「開かれた県政」を推進するために文書管理の整備を図り、富山県公文書館の開館と同時に富山県情報公開条例（昭和61年富山県条例第51号）を施行した。富山県文書管理規程（昭和62年富山県訓令第4号）によると、富山県における各公文書の保存期間は永久、10年、5年、3年及び1年に分類されており、このうち保存期間を5年経過した公文書が富山県公文書館に引継がれることとなっている。公文書館長は引継ぎを受けた文書について適当に管理番号を付し、書架に配置して保存文書の目録を作成する義務を負っており、県民の利用に供されるために管理されている文書については、何人も開示請求を行うことができるとされた。富山県公文書館においてはこの開示請求を開館以来情報公開窓口において受付けていたが、2006年（平成18年）4月1日より同窓口を閉鎖し、業務を総合窓口に一本化した。また、同時に行政刊行物等の一部資料も富山県立図書館に移管されたが、富山県報、富山県議会議事録および富山県統計書等は従前の通り公文書館において縦覧に供されている。

#### 史料保存施設としての機能
県史編纂過程において得られた史資料とともに、1883年（明治16年）の富山県設置以来の公文書を保存しており、1988年（昭和63年）の『公文書館文書目録』刊行以来その目録編纂事業が行われているほか、1989年（平成元年）からは県史関係史料を中心とした実態調査を実施している。また、2004年（平成16年）7月1日からは新たに「古文書110番」と称する窓口を設置して県民の所有する古文書の調査や保存方の指導に当ることとなった。古文書の保存については調査研究の上、図書館や博物館等の適当なる公的機関へ寄託あるいは寄贈することを勧奨しているが、公文書館自体が古文書の寄贈を受ける場合もある。
また、史料を通じて歴史を調査研究する施設として一定の需要を有し、県政史を紹介する企画展や歴史講座が行われている。

### 年表
- 1964年（昭和39年）7月1日 - 富山県史編纂室を富山県立図書館内に開設する[7]。
- 1971年（昭和46年） - 越中史壇会が文書館建設を要望する[10]。
- 1976年（昭和51年） – 富山県図書館協会が文書館構想を提言する[10]。
- 1978年（昭和53年） - 富山県歴史教育研究会が文書館建設を要望する[10]。
- 1983年（昭和58年）
  - 4月 - 富山県が富山県民総合計画を策定する[11]。
  - 9月 - 財団法人地方自治協会に公文書館に関する調査研究を委託する[11]。
- 1984年（昭和59年）
  - 3月 - 財団法人地方自治協会より「富山県公文書センターの調査研究報告書」の提出を受ける[12]。
  - 9月 - 「公文書センター（仮称）」の建設地を富山県立図書館東隣の県有地に決定する[10]。
- 1985年（昭和60年）10月12日 - 富山県公文書館の起工式を挙行する[13]。
- 1986年（昭和61年）12月 – 名称を「富山県公文書館」に決定する[10]。
- 1987年（昭和62年）
  - 3月27日 - 富山県公文書館の竣工式を挙行し、富山県史編纂室が解散する[9]。
  - 4月1日 - 富山県公文書館が開館する[2]。
- 1989年（平成元年）- 企画展及び古文書教室を開始する[30]。
- 2001年（平成13年） - ホームページを開設する[30]。
- 2003年（平成15年）9月 - 喫煙室を設置する[31]。
- 2004年（平成16年）7月1日 - 古文書110番を富山県公文書館資料課内に設置する[22]。
- 2005年（平成17年） - インターネット上において歴史文書目録検索システムの運用を開始する[30]。
- 2006年（平成18年）4月1日 - 情報公開窓口を閉鎖し、業務を総合窓口に移管する[19]。また行政刊行物等の一部資料を富山県立図書館に移管する[19]。また、副館長を廃止する[10]。
- 2010年（平成22年）2月 - 設備の故障に伴い常設展示室の改装工事を行う[32]。

## 施設

### 館舎概要
館舎は1986年（昭和61年）11月に竣工したものであって、敷地面積は10,950平方メートル、建物延床面積は3,997平方メートルを有する。鉄筋コンクリート造の地上2階、地下1階の事務棟と地上3階の書庫棟によって構成され、事務棟1階には閲覧室、展示室、ホール、事務室及び搬入・荷解室、事務棟2階には資料整理室及び研修室がある。書庫は1階につき726平方メートルの面積を有し、恒温恒湿を保つための空調設備を設置している。2001年（平成13年）度からは書庫の終日空調化を実施するとともに、簡易燻蒸器を導入して燻蒸を行うことにより保存機能を高めている。書架延長は18Kmである。

### 所蔵する史資料

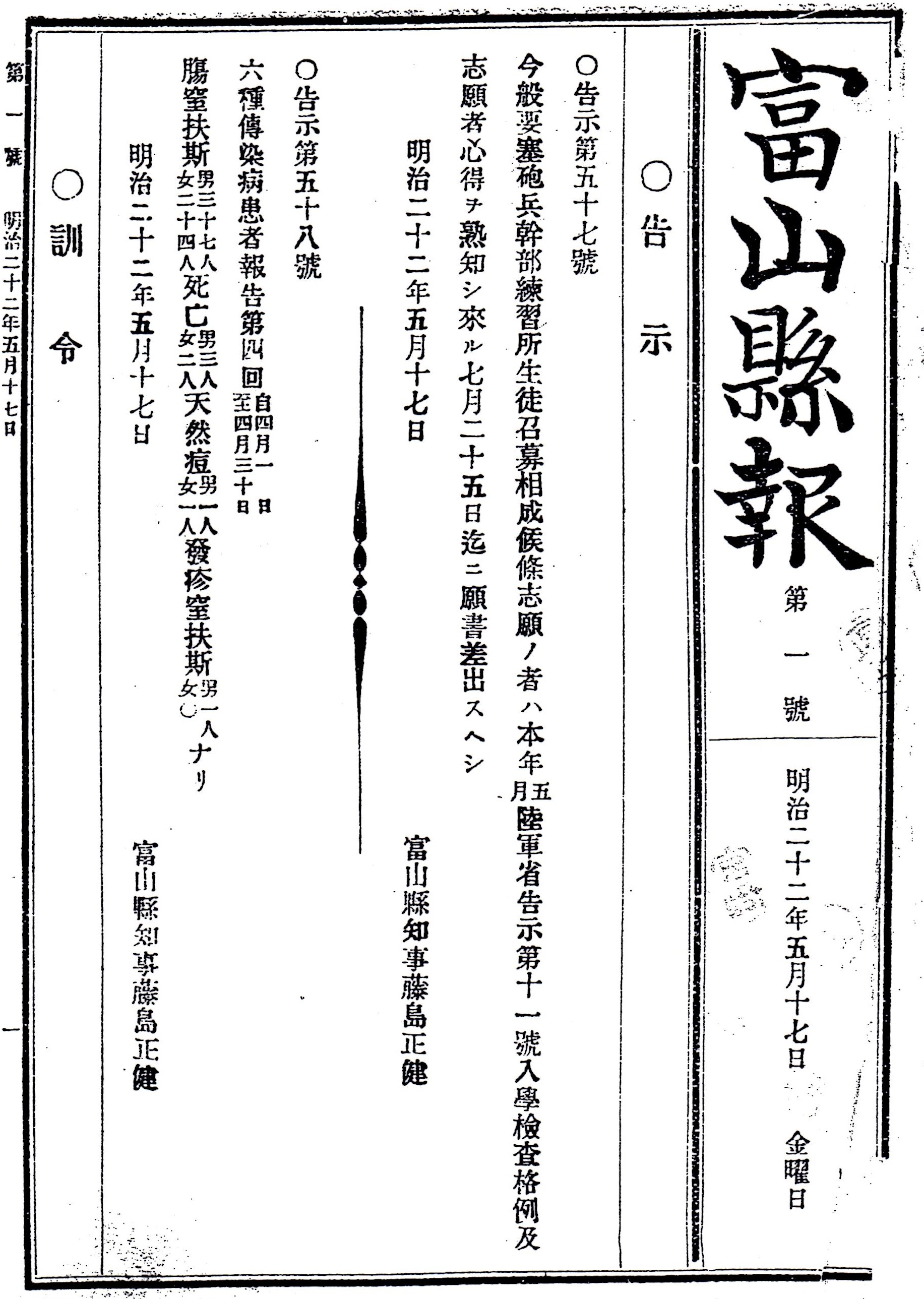
富山県公文書館所蔵の『富山県報』創刊号

所蔵している公文書は、地方自治法施行以前のものが合計1,905点、現用保存公文書が2017年（平成29年）3月31日現在において14,700点ある。古文書等の史料類については、富山県史編纂過程において蒐集されたものを主としており、形態は複写文書を中心としてフィルム化されているものや筆写されているもの、印刷され図書となっているものなど多岐に渡る。これらの史料は古代、中世、近世、近代、現代、考古、民俗の7部門に分類して配架され、順次製本を行うことにより閲覧の用に供している。このほか、各地方自治体の刊行した都道府県史や市町村史、研究機関より受贈した刊行物等が所蔵されている。

### 利用案内
富山県公文書館においては文書の閲覧および複写を行う場合、閲覧申込書ないし複写依頼書を提出せねばならないが、富山県知事は富山県公文書館条例施行規則第5条の定めによって文書等の利用を拒否することができる。この利用の可否の判断については、県民の利用に供しない公文書等の判定委員会の判定によって行われるが、開示請求が拒否された場合に開示請求者が不服の申立を行った場合、富山県情報公開条例の定めるところにより富山県は富山県情報公開審査会に諮問し、その答申を受けねばならない。この富山県情報公開審査会は、2001年（平成13年）6月27日の富山県情報公開条例全部改正以前は富山県公文書開示審議会と称されていた。
開館時間は午前9時より午後5時までで、土日祝日、1月2日から1月4日、12月28日から12月31日までは休館する。このほか、書庫整理等のために臨時に休館する場合がある。

## 各種統計

### 利用者数
2016年度（平成28年度）における入館者数は、4,227人であった。各年度別の利用者数は以下の通りである。
| 年度               | 一般入館者 | 団体入館者 | 講座等利用者 | 合計  |
| ------------------ | ---------- | ---------- | ------------ | ----- |
| 2011年（平成23年） | 2,385      | 162        | 875          | 3,422 |
| 2012年（平成24年） | 1,977      | 51         | 907          | 2,935 |
| 2013年（平成25年） | 2,827      | 290        | 847          | 3,964 |
| 2014年（平成26年） | 3,483      | 193        | 878          | 4,554 |
| 2015年（平成27年） | 2,898      | 169        | 905          | 3,972 |
| 2016年（平成28年） | 3,193      | 171        | 863          | 4,227 |

### 閲覧件数
2016年（平成28年）度における閲覧件数は、1,109件であった。各年度別の閲覧件数は以下の通りである。
| 年度               | 行政刊行物 | 戦前公文書 | 史料等 | 合計  |
| ------------------ | ---------- | ---------- | ------ | ----- |
| 2011年（平成23年） | 226        | 14         | 1,192  | 1,432 |
| 2012年（平成24年） | 145        | 59         | 1,121  | 1,325 |
| 2013年（平成25年） | 891        | 75         | 151    | 1,117 |
| 2014年（平成26年） | 899        | 24         | 251    | 1,174 |
| 2015年（平成27年） | 1,104      | 172        | 319    | 1,595 |
| 2016年（平成28年） | 889        | 34         | 186    | 1,109 |

### レファレンス件数
2016年（平成28年）度におけるレファレンス件数は、126件であった。各年度のレファレンス件数は以下の通りである。
| 年度               | 行政関係 | 歴史関係 | 古文書110番 | 合計 |
| ------------------ | -------- | -------- | ----------- | ---- |
| 2011年（平成23年） | 14       | 99       | 45          | 153  |
| 2012年（平成24年） | 10       | 114      | 22          | 146  |
| 2013年（平成25年） | 15       | 84       | 25          | 124  |
| 2014年（平成26年） | 5        | 45       | 35          | 85   |
| 2015年（平成27年） | 7        | 78       | 27          | 112  |
| 2016年（平成28年） | 2        | 96       | 28          | 126  |

## アクセス
- 富山地方鉄道バス県立図書館前停留所より徒歩3分[54]
- 富山地方鉄道バス呉羽山公園停留所より徒歩10分[54]